# Kutbert
Kutbert – imię męskie pochodzenia germańskiego (staroangielskie), złożone z elementów cuth – „sławny” i -beorht – „jasny, błyszczący, świetlisty” (por. bercht, pochodzącego od germ. berhta – „jasny”). Można je rozumieć zatem jako „mąż wspaniałej sławy”.

## Kutbertimieninyobchodzi
- 20 marca, jako wspomnienie św. Kutberta z Lindisfarne
- 30 listopada, jako wspomnienie św. Kutberta Maynea.

## Znane osoby o imieniu Kutbert
- Kutbert z Lindisfarne – święty kościoła katolickiego, jeden z patronów Anglii
- Kutbert z Canterbury – święty kościoła katolickiego, arcybiskup Canterbury
- Cuthbert Grant – przywódca Metysów, kapitan oddziałów metyskich w bitwie pod siedmioma dębami (1814)
- Cuthbert Ottaway – jeden z najbardziej utalentowanych piłkarzy lat 70. XIX wieku
- Cuthbert Sebastian – gubernator generalny karaibskiego państwa Saint Kitts i Nevis

## Postaci fikcyjne o imieniu Kutbert
- Cuthbert Binns – postać fikcyjna występująca w serii książek o Harrym Potterze, nauczyciel historii magii w Hogwarcie, jedyny duch wśród nauczycieli.